# Leo XIV
Leo XIV (latin: Leo XIV), född Robert Francis Prevost, den 14 september 1955 i Chicago, USA, är sedan den 8 maj 2025 Katolska kyrkans 267:e påve, biskop av Roms stift och Vatikanstatens statschef. Han är den förste nordamerikanske påven i kyrkans historia, den första med peruanskt medborgarskap och den första påven från ett engelskspråkigt land sedan påve Hadrianus IV på 1100-talet. Han är därtill den förste påven från Augustinorden.
Robert Prevost växte upp i Dolton, Illinois. Han prästvigdes i Rom år 1982 och 1985 sändes han till missonsarbete i Peru. Prevost var mellan år 2001 och 2013 generalprior för Augustinorden  och han arbetade som missionär i Peru under flera år innan han 2015 utsågs till biskop av Chiclayos stift av påve Franciskus. År 2023 blev han prefekt för Biskopskongregationen och senare samma år utsågs han till kardinal med Santa Monica degli Agostiniani som diakonia. År 2025 upphöjdes han till kardinalbiskop av Albano.
Efter Franciskus död i april 2025 valde konklaven Prevost till hans efterträdare den 8 maj, i den fjärde omröstningen, och han tog sig namnet Leo XIV. Hans namnval var inspirerat av påve Leo XIII som utvecklade den katolska socialläran.

## Biografi

### Uppväxt, familj och utbildning
Prevost föddes på Mercy Hospital i Chicago och växte upp i Dolton, Illinois. Prevost är son till fransk-amerikanen Louis Marius Prevost och hans hustru Mildred Martinez. Hans far var veteran som tjänstgjort i USA:s flotta under Andra världskriget. Han har två äldre bröder; Louis Martín och John Joseph. Han växte upp i församlingen St. Mary of the Assumption i Riverdale där han sjöng i kören och var ministrant. Han genomgick gymnasiet vid augustinordens minoritseminarium i närheten av Saugatuck i Michigan, 1969 till 1973 och avlade examen 1973. Han gick vidare till högre studier vid Villanova University i Philadelphia där han avlade filosofie kandidat-examen 1977. Vid universitetet i Villanova tog han dessutom kurser i hebreiska och latin och läste verk av Augustinus. Under sina universitetsstudier arbetade Prevost som kyrkogårdsarbetare vid en katolsk kyrka i Havertown, Pennsylvania.
Prevost upptogs som novis i augustinorden den 1 september 1977. Efter sitt första år inom orden flyttade han till Chicago och avlade sina första löften den 2 september 1978 och klosterlöften den 29 augusti 1981. Året därpå blev han teologie doktor vid Catholic Theological Union i Chicago. Han vigdes till diakon den 10 september 1981 av Thomas Gumbleton i församlingen St. Clare of Montefalco i Grosse Pointe Park i Michigan.
Prevost talar engelska, spanska, italienska, franska och portugisiska, samt kan läsa latin och tyska.

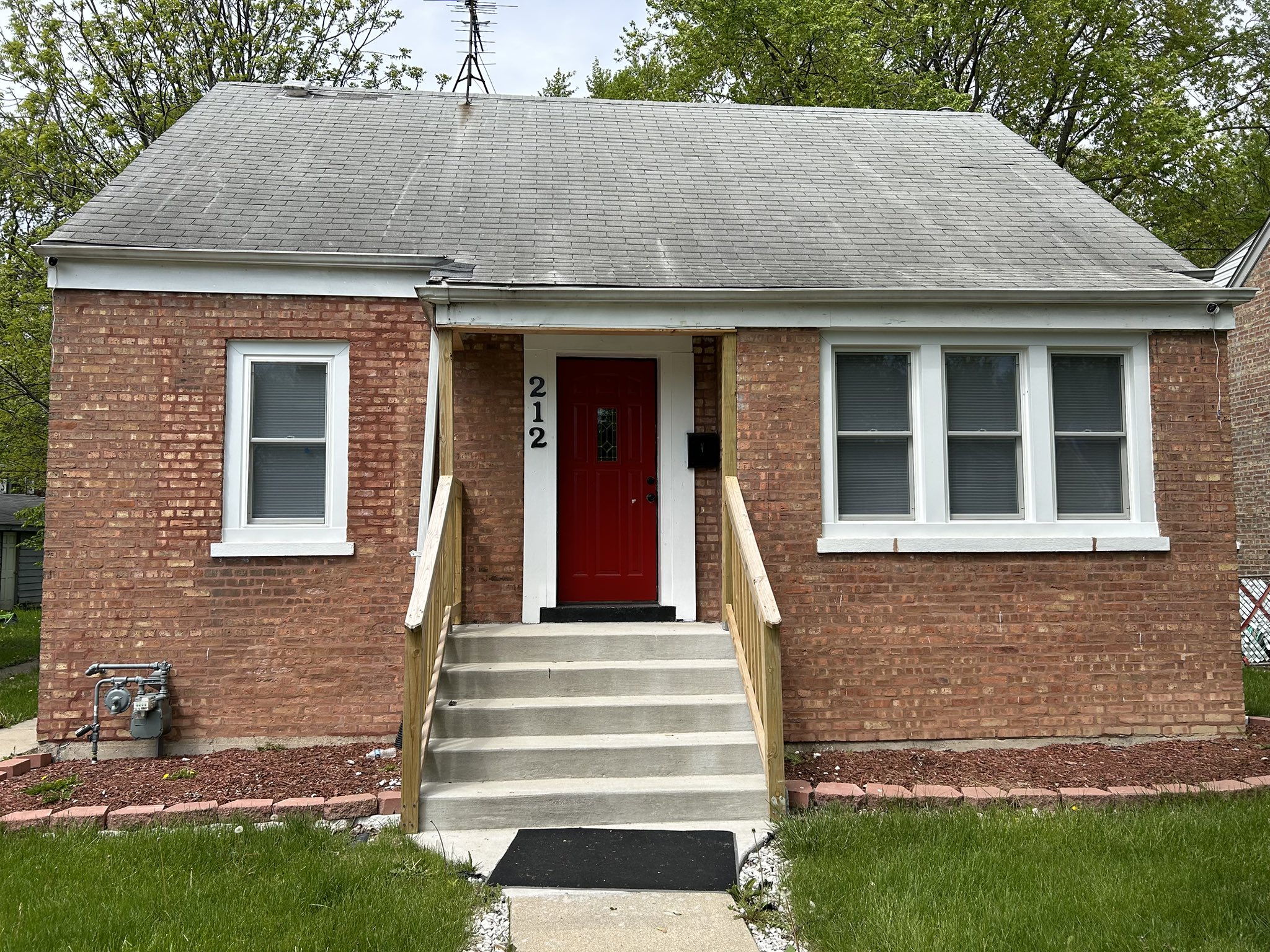
Prevosts barndomshem i Dolton, Illinois.

### Präst
Prevost prästvigdes för Augustinorden av ärkebiskop Jean Jadot i Santa Monica degli Agostiniani i Rom 19 juni 1982. Han blev kandidat i kanonisk rätt 1984 och doktor i kanonisk rätt år 1987, båda vid Angelicum i Rom.
Prevost sändes till augustinernas missionsarbete i Peru år 1985 och var kansler vid romersk-katolska stiftet i Chulucanas från 1985 till 1986.
Prevost återvände till Peru år 1988 och tjänstgjorde sedan som rektor för det augustinska seminariet i Trujillo. Han var lärare i kanonisk rätt vid stiftsseminariet och innehade även befattningen som prefekt. Prevost tjänstgjorde som domare vid den regionala kyrkliga domstolen och var ledamot av konsultorkollegiet i romersk-katolska ärkestiftet i Trujillo. Han verkade också i en församling i utkanten av staden. Han organiserade och uttryckte stöd för venezuelanska flyktingar trots diskriminering mot dessa.
Prevost kritiserade Alberto Fujimoris handlingar under hans presidentskap i Peru 1990–2000. 2017 kritiserade Prevost president Pedro Pablo Kuczynskis beslut att benåda Fujimori.
2001 blev Prevost vald till generalprior av Augustinordens ordinarie generalkapitel, vilket han var fram till år 2013.
Han utnämndes den 3 november 2014 till apostolisk administratör för Chicayos stift av påve Franciskus, och upphöjdes även till titulärbiskop av Sufar. Han vigdes den 12 december 2014 av den apostoliske nuntien ärkebiskop James Green i Peru i katedralen Sankta Maria i Chiclayo.

### Biskop av Chiclayo (2015–2023)

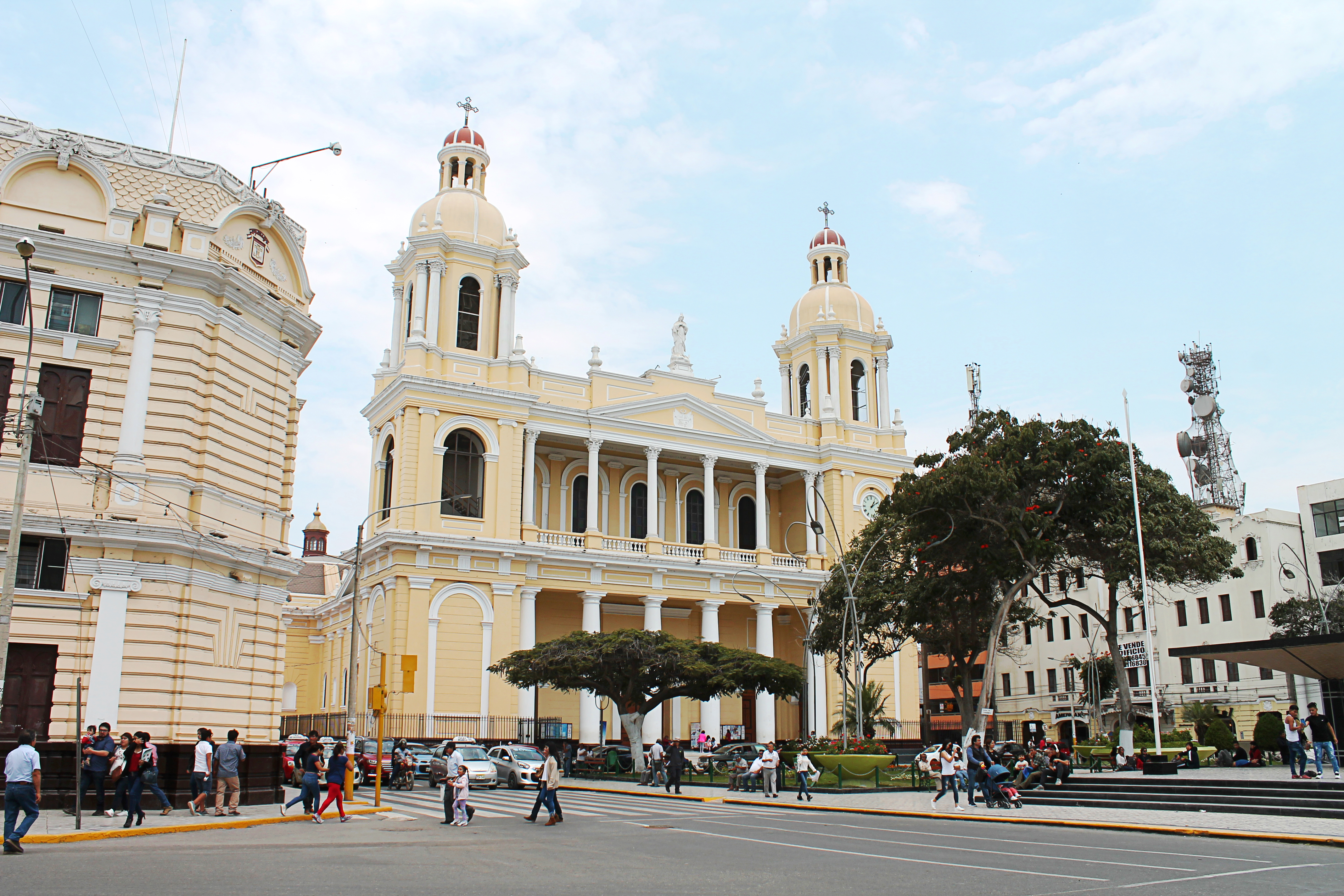
Katedralen Santa María i Chiclayo, där Prevost verkade som biskop.

Den 26 september 2015 utnämndes Prevost till biskop av Chiclayos stift. Han verkade i katedralen Sankta Maria i Chiclayo, där han biskopsvigdes den 12 december 2014. Innan sitt tillträde som biskop blev Prevost peruansk medborgare, efter en överenskommelse mellan Vatikanen och Peru. Hans biskopsmotto In illo uno unum är ord från en predikan av Augustinus över psaltaren 127.
Den 13 juli 2019 blev Prevost medlem i kongregationen för präster och den 21 november 2020 blev han medlem i biskopskongregationen.
Under sin tid som biskop har Prevost kritiserat vissa uppfattningar bland den politiska vänsterrörelsen i Peru och han motsatte sig bland annat politiska rörelser som arbetade för legalisering av abort och dödshjälp. Han stödde dessutom projekt för flyktingar från Venezuela.
Under sin tid som biskop utvecklade Prevost ett nära band till Chiclayo och under sitt första tal som påve benämnde han stiftet som sitt "älskade stift".

### Kardinal (2023–2025)

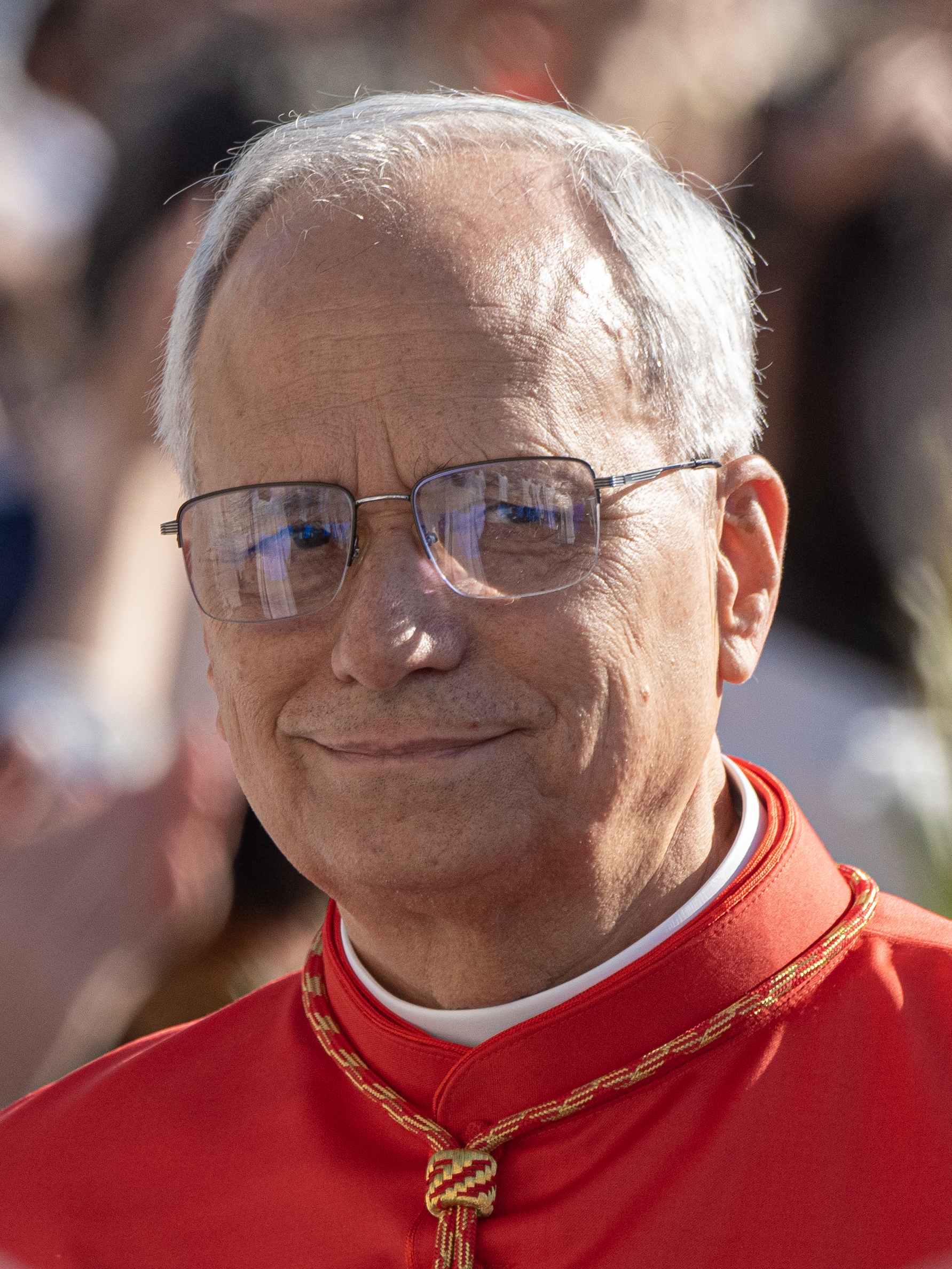
Kardinal Robert Francis Prevost i september 2023.

Den 30 januari 2023 utnämnde påve Franciskus Prevost till prefekt för biskopskongregationen med titeln ärkebiskop emeritus av Chiclayo. Som prefekt hade han ansvar att välja biskopar. I samband med utnämningen 2023 flyttade Prevost från Peru till Rom, även om Prevost hade uttryckt sin preferens om att stanna i Peru. Prevost var prefekt fram till påve Franciskus död den 21 april 2025.
Han upphöjdes till kardinal den 30 september 2023 med Santa Monica degli Agostiniani som diaconia. Han tog officiellt sin diaconia i besittning den 28 januari 2024. Som prefekt hade kardinal Prevost en central roll i utvärderandet och rekommendationer av biskopskandidater över hela världen.
Den 6 februari 2025 utsågs Prevost till kardinalbiskop och titulärbiskop i suburbikariska stiftet Albano.
Den 11 februari 2025 utnämndes han till graden bailiff av Malteserorden av stormästaren John Dunlap.

## Påve

### Påveval
Som kardinal deltog Prevost i konklaven 2025, som hölls den 7–8 maj i Sixtinska kapellet. I den fjärde valomgången valdes han till Romersk-katolska kyrkans påve. Han tog påvenamnet Leo XIV.

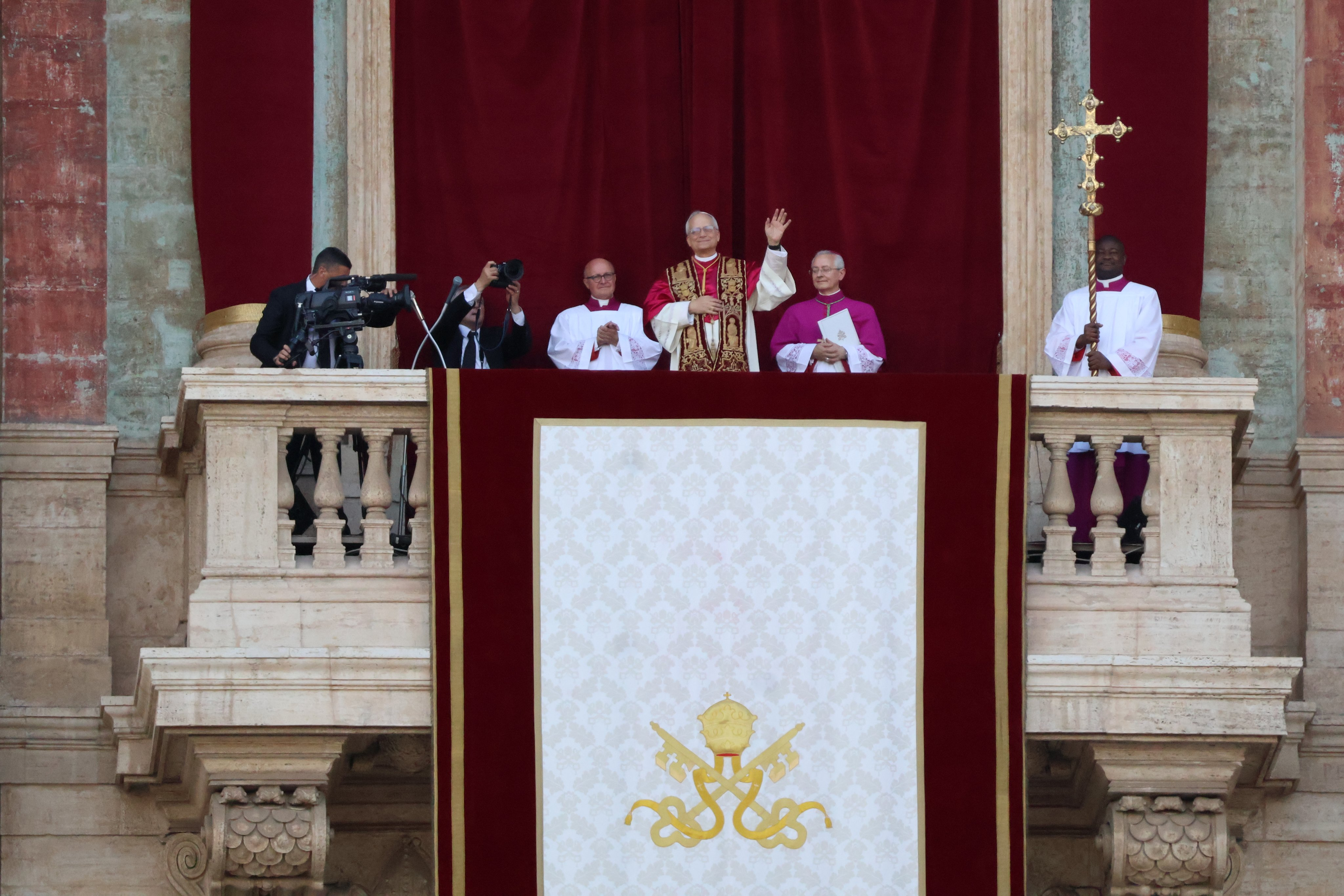
Påve Leo XIV på Peterskyrkans benediktionsloggia vid tillträdet 8 maj 2025.

Leo XIV:s första framträdande hölls traditionsenligt från Peterskyrkans benediktionsloggia efter konklavens avslutande den 8 maj 2025. Han talade på italienska och spanska, och förrättade såväl Urbi et Orbi som en mera allmän apostolisk välsignelse. I sitt tal talade han bland annat om arbetet för en enad kyrka och trohet till Jesus och evangeliet. Han var iklädd den påvliga röda stolan och mozzetta.
Den 9 maj 2025 firade han mässan i Sixtinska kapellet tillsammans med kardinalerna.
Han beslutade att residera i det Apostoliska palatset, vilket var det traditionella residenset för påven fram till att påve Franciskus 2013 valde att residera i Domus Sanctae Marthae.

#### Efterföljande händelser
Den 14 maj 2025 offentliggjordes beskrivningen av Leo XIV:s vapensköld. Hans påvevapen betonar hängivenheten till Jungfru Maria och inspiration från Augustinus. Vapnet inkluderar de traditionella påvliga symbolerna och hans motto In illo uno unum.

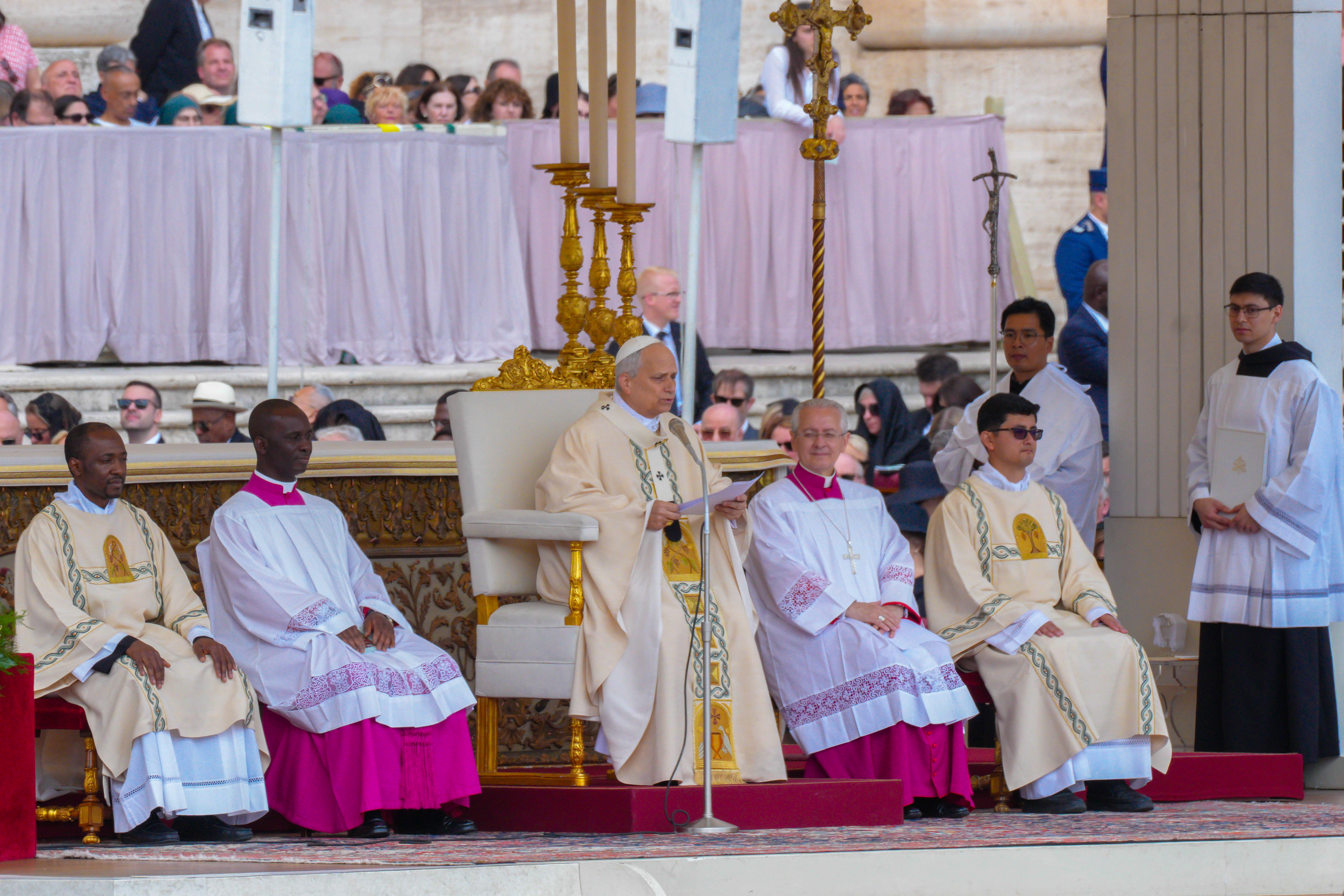
Påve Leo XIV under installationsmässan den 18 maj 2025.

Hans installationsmässa ägde rum den 18 maj 2025 på Petersplatsen, under vilken han mottog sitt pallium och fiskarringen. I samband med installationen mötte påven flera världsledare; däribland Ukrainas president Volodymyr Zelenskyj, USA:s vicepresident J.D. Vance, Tysklands förbundskansler Friedrich Merz och Europeiska kommisionens ordförande Ursula von der Leyen. I Chiclayo, där han tidigare var biskop, firades en tacksägelsemässa efter påvevalet. Även i hans födelsestad Chicago samlades omkring 30 000 personer för att fira. Flera politiska ledare gratulerade Leo efter påvevalet och däribland USA:s president Donald Trump som uppgav att valet av påve Leo var "en stor ära för vårt land".
Den 25 maj 2025 installerades påve Leo XIV formellt som biskop av Rom i Roms katedral San Giovanni in Laterano.
Den 6 juli 2025 återupptog Leo traditionen att vistas på sommarresidenset i Castel Gandolfo vilket hans föregångare, påve Franciskus, valde att inte göra.

### Val av namn
Under sitt första tal till kardinalskollegiet den 10 maj 2025 talade påven om sitt val av påvenamnet Leo. För påven är namnet förknippat med kyrkans bestående arbete för människovärdet och social rättvisa. Han talade om hur påve Leo XIII adresserade sociala frågor under tiden för den industriella revolutionen och att kyrkan idag behöver adressera frågor till "en annan industriell revolution och utvecklingen av artificiell intelligens".

### Utnämningar
Den 14 maj 2025 gjorde Leo XIV sin första utnämning när han utnämnde Miguel Ángel Contreras Llajaruna till titulärbiskop i stiftet Callao i Peru. Den 5 juni nominerade Leo Joseph Lin Yuntuan till titulärbiskop i Fuzhou, vilket godkändes av kinesiska myndigheter den 11 juni.

## Ställningstaganden

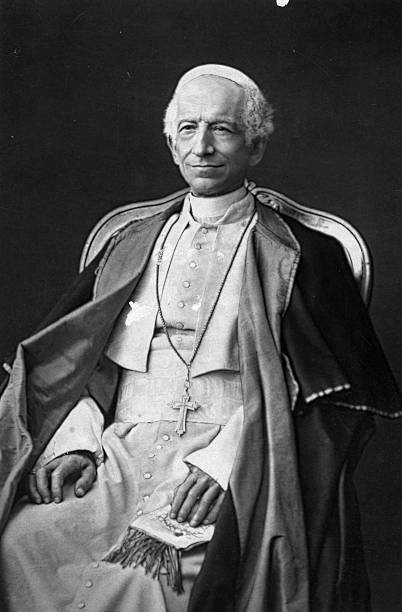
Påve Leo XIII som inspirerade påve Leo XIV att ta påvenamnet "Leo".

Valet av påvenamnet "Leo" gjordes för att hedra påve Leo XIII som genom sin encyklika Rerum novarum etablerade modern katolsk sociallära och framhävde arbetares rättigheter. Han beskrivs vara hängiven åt ekumenik med andra kristna samfund och under hans installation som påve refererade han till andra kyrkor som "systerkyrkor" och bad för en enad kyrka. Hans första internationella resa som påve är planerad till Turkiet för att fira 1700 årsjubileumet sedan det första konciliet i Nicaea tillsammans med andra kristna.
I sitt första tal som påve till kardinalskollegiet har Leo klargjort sitt engagemang att fortsätta på den väg som kyrkan har tagit efter Andra Vatikankonciliet.
I kyrkopolitiska och teologiska frågor har påve Leo beskrivits som varken liberal eller konservativ, utan snarare placerats i mitten mellan dessa.

### Internationell politik
Prevost har kritiserat Trumpadministrationen, president Donald Trump och vicepresident J.D. Vance på X, bland annat för USA:s migrationspolitik. Prevost uttryckte dessutom sympatier för människor på flykt. Rysslands invasion av Ukraina 2022 har fördömts av Prevost. I ett av sina första tal som påve efterlyste han vapenvila på Gazaremsan och efter den 17 juli 2025 då den katolska församlingen på Gazaremsan attackerades av israeliska styrkor vädjade Leo om vapenvila och ett återupptagande av fredsförhandlingarna.

### Styrandet av kyrkan
Påve Leo har klargjort sitt engagemang att fortsätta på den väg som kyrkan har tagit efter Andra Vatikankonciliet. Påven har berömt sin företrädare Franciskus apostoliska brev Evangelii Gaudium och han belyste sex evangeliska principer som uppehållande av Guds nåd: proklamationen om Kristus som Guds Son (kerygma); att alla kristna är kallade till att gå ut och sprida evangeliet; kollegialitet och synodalitet; uppmärksammande av sensus fidei; kärleksfull omsorg av de minsta och bortvisade; samt dialog med samtiden.
I maj 2023 gick Prevost ut och sa att i ett episkopalt ledarskap bör tron prioriteras över administration.
I oktober 2023 rörande frågan om prästvigning av kvinnor klargjorde Prevost att det inte är möjligt att prästviga kvinnor. Rörande frågan om att öppna upp möjligheten för kvinnor inom diakonatet har Prevost framhävt att det inte skulle lösa några problem.

### Sociala och politiska frågor
Prevost motsätter sig, i linje med den romersk-katolska kyrkans officiella hållning; abort, eutanasi, samkönade äktenskap och dödsstraff. Han varken stödde eller avvisade deklarationen Fudicia supplicans om välsignelse av samkönade relationer. 2012 kritiserade han populärkulturens sympati för en homosexuell livsstil och samkönade familjer. 2016 motsatte sig Prevost införandet av genusvetenskap i den peruanska grundskolans läroplaner. 2023 fick Prevost frågan om hans tidigare hållningar hade förändrats eller inte, varpå han svarade att "many things have changed" och han betonade att kyrkan borde vara mer öppen och välkomnande, även om han poängterade att kyrkans lära inte har förändrats.
Under sin tid i Chiclayo förblev Prevost relativt politiskt neutral kring nationella politiska frågor. Han har uttryckt stöd för bland annat flyktingar från Venezuela i Peru. Angående klimatförändringar har han efterfrågat större handling från kyrkan. Han har som biskop och kardinal fortsatt att rösta i både statliga och federala val i USA.
I sin predikan under pingsten 2025 kritiserade påve Leo det "uteslutande tankesätt" som uppvisas av olika nationalistiska rörelser. Dessutom fördömde Leo femicid och kallade det för både "smärtfyllt" och "tragiskt".